# György Mizsei
György Mizsei (* 30. September 1971 in Kiskunfélegyháza, Komitat Bács-Kiskun) ist ein ehemaliger ungarischer Boxer. Er war im Halbmittelgewicht jeweils Teilnehmer der Olympischen Spiele 1992 in Barcelona (Bronze) und 1996 in Atlanta (Platz 9).

## Boxkarriere
Mizsei war Bronzemedaillengewinner der Europameisterschaft 1991 in Göteborg und der Europameisterschaft 1996 in Vejle, sowie ebenfalls Bronzemedaillengewinner der Olympischen Spiele 1992 in Barcelona; nach Siegen gegen Fabrizio de Chiara, Hendrik Simangunsong und Maselino Masoe, war er im Halbfinale gegen Juan Carlos Lemus ausgeschieden.
Darüber hinaus war er Viertelfinalist des Weltcup 1990 in Dublin und des Weltcup 1994 in Bangkok, sowie Achtelfinalist der Weltmeisterschaft 1993 in Tampere und Vorrundenteilnehmer der Weltmeisterschaft 1995 in Berlin.
Bei den Olympischen Spielen 1996 in Atlanta besiegte er Richard Rowles und verlor im Achtelfinale gegen Markus Beyer.